# Paraluman
Paraluman (* 14. Dezember 1923 in Tayabas City, Quezon; † 27. April 2009 ebenda; bürgerlich Sigrid Sophia Agatha von Giese) war eine philippinische Schauspielerin.

## Biografie
1940 wurde Paraluman vom Produzenten Luis Nolasco unter Vertrag genommen; zunächst spielte sie als Mina de Gracia. Paraluman, die sich nach dem gleichnamigen Film von 1941 nannte, der ihren Durchbruch darstellte, war die Tochter eines deutschen Vaters und einer philippinischen Mutter. Sie stand ab Beginn der 1940er Jahre unter Vertrag bei den Sampaguita Pictures und war einer der großen Stars des philippinischen Films (sie wurde gar die „philippinische Greta Garbo“ genannt). Bis Ende der 1970er Jahre drehte sie über 60 Filme.
Vier Mal war Paraluman für den Filipino-Academy-of-Movie-Arts-and-Sciences-Award nominiert: 1959 für die Filme Bobby und Anino ni Bathala, zudem 1972 und 1976. Im deutschen Sprachraum sind nur wenige Filme mit Paraluman aufgeführt worden, beispielsweise Die Töchter Satans von 1972, in dem Paraluman an der Seite von Tom Selleck und Barra Grant spielte. 1985 zog sie sich nach dem Film Kailan Sasabihing Mahal Kita aus dem Filmgeschäft zurück. In den letzten Lebensjahren litt sie an der Alzheimer-Krankheit sowie der Parkinson-Krankheit.
Paralumans Tochter, die ehemalige Schauspielerin und Talkshow-Moderatorin Cecil Kristin „Baby“ O’Brien, wurde wenige Tage vor ihrem Tod Mitte April 2009 von Präsidentin Gloria Macapagal-Arroyo zur Unterstaatssekretärin für die Presse (Assistent Press Secretary) ernannt. Ihre Enkeltochter ist die Schauspielerin Rina Reyes.

## Filmografie (Auswahl)
- 1970: Verdammt, verkommen, verloren – The Losers (The Losers)